# 2.5次元的誘惑
《2.5次元的誘惑》是由橋本悠所創作的日本漫畫，由2019年6月15日起於少年Jump+連載至今，逢星期六更新。由2021年2月起連載頻率改為每連載三星期後休刊一星期，2021年4月30日起改為隔週連載。本作以Cosplay為主題。在下一部漫畫大獎2020中獲得網絡漫畫部門的第4名。截至2022年12月，系列含電子版累積發行超過170萬冊。

## 劇情大綱
高二學生奧村是校內漫畫研究社唯一的社員兼社長，他對三次元（指現實中）的女性毫無興趣，僅喜愛二次元的女性角色，並特別喜歡角色莉莉艾露。某日他的學妹天乃理理沙來到社團，同樣熱愛莉莉艾露的她與奧村志趣相投，她Cosplay成莉莉艾露，並請奧村協助拍攝寫真光碟。儘管奧村聲稱自己對三次元沒有興趣，但他實在想要同好，便讓理理沙入社並答應她的請求。由於Cos成莉莉艾露的理理沙被奧村視為「2.5次元」，使奧村對自己的信念非常動搖。
奧村和青梅竹馬橘美花莉重逢，暗戀奧村的美花莉視理理沙為潛在威脅，並Cos成莉莉艾露的搭檔美莉艾拉，企圖挽回奧村。奧村和理理沙熬夜製作寫真光碟，並參加了首次的展售會，讓理理沙交到許多Coser朋友。在回程途中，理理沙對奧村道謝和表白。為了精進自身的攝影能力，奧村向在展售會認識的攝影師荻野討教，並立下了讓理理沙登上Cos界頂點的目標。
奧村發現學校老師真由梨是前Coser，真由梨不想讓身分曝光，亦很欣賞理理沙的Cosplay，便答應擔任漫研社指導老師，讓社團免於廢社危機。兩人在Cosplay活動中與Cosplay四天王之一的753較勁，在753的質問下，理理沙重新思考自己Cosplay的理由。同為四天王的真由梨重披戰袍為理理沙暖場，而理理沙的勢頭也壓過753，被視為四天王候補。

## 登場人物

### 主要角色
奧村正宗（聲：榎木淳彌）
本作的主角。就讀於某所高中，初次登場時為高二學生。漫畫研究社社長。
母親不知去向，對姐姐也很疏遠。因過去的創傷而宣稱「對三次元女性沒有興趣」，專注於漫畫角色莉莉艾露。學妹天乃理理沙入社後，他開始學習作為她的Cosplay攝影夥伴時所需的攝影技術。
雖然他對理理沙有類似戀愛的感情，但基於信念「不會用有色的眼光看待她」，並保證要當做同好朋友來對待，儘管周圍的人認為他們的相處模式更像是戀人關係。
平常不怎麼運動，但他暗中鍛鍊身體，外表單薄但實際上腹部有六塊腹肌的體格。
天乃理理沙（聲：前田佳織里）
與奧村就讀同一所學校，是比他低一個年級的學妹。初次登場時為高一學生，是漫畫角色莉莉艾露的Cosplayer。
她的目標是製作一款莉莉艾露Cosplay的CD-ROM寫真集。她沒有Cosplay專用的藝名，也沒有社交媒體帳號。因此在Cosplay圈中，人們就稱她為莉莉艾露。她非常喜歡有點暴露的成人向表現方式。日常生活和在學校期間會配戴眼鏡，但在Cosplay的時候則會使用隱形眼鏡。
起初她對奧村只抱有朋友和同好的友誼與敬意，並不是戀愛感情。但後來她意識到自己真的愛上了奧村。為了實現自己「製作終極ROM」的目標，在和淡雪英里華一起拍攝外景時，她向奧村表白了心意。家庭成員有擔任電機製作員工的父親、重視學歷的母親胡桃和寵物狗。在漫畫第173話和第174話向奧村透露自身Cosplay的興趣和立志成為Cosplay服裝設計師的夢想被父母發現，一度被母親誤認從情色事業，雖然理理沙向父母解釋實情釐清誤會，連父親也選擇維護支持她，仍被母親單方斥責以Cosplay服裝設計工作維生不切實際和應該認真在大學進修，決定即便必須離家也要實現夢想。其後在家長參觀日事件揭示父親的另一身分是已有20年拍攝Cosplay玩家資歷的「攝影大叔」，而母親胡桃年輕時期的身分則是曾經和繪里華搭擋的傳奇Cosplay玩家「Milk」，由於胡桃和「攝影大叔」發生關係懷孕，使得胡桃選擇退出Cosplay界和「攝影大叔」結婚成家產下理理沙，經過家長參觀日事件理解父母的過往，達成和解並獲得父母的支持，受父親勉勵立定目標成為Cosplay界的王者。
橘美花莉（聲：鬼頭明里）
與奧村就讀同一所學校，比他低一個年級的學妹。初次登場時為高一學生，是理理沙的同班同學，也是漫畫角色米莉艾拉的Cosplayer。她是人氣活躍的模特兒，甚至上過電視，暱稱為「美花琳（みかリン）」，長相天生麗質。
過去有著因為頭髮毛燥而飽受欺凌，但被奧村援助的經歷。自那之後，她十多年來一直對奧村懷著好感。
在理理沙的Cosplay夥伴中，她算是最有一般人常識的一個人。但只要牽涉到奧村，她就會變得行為失常，對奧村的發言總是義無反顧地追隨。最初不想Cosplay的角色，只要奧村表示贊同，就會毫不猶豫接受的程度。展現出她對奧村的狂熱。
家人有為人正派風度的父親與支持欣賞她Cosplay的母親由香莉，母親因為身體偏弱，在家長參觀校園期間被奧村急忙送往醫院後幸無大礙。
乃愛／諾諾亞（聲：鈴代紗弓）
與奧村就讀不同學校的女生。初次登場時為高一學生，也是漫畫角色诺基艾露的Cosplayer。在四天王「真由羅（羽生真由梨）」退出後，和理理沙一起被視為是下一代新人四天王中的一員。她Cosplay遊戲《Cinderella☆Star》中的「庫莉亞」角色，因而在新人Coser中廣受矚目。被亞里亞暱稱為「小諾諾（Nonopi）」。最愛吃蛋包飯。
由於過去的創傷，她有著極度的社交障礙。初次見面無法正常交談，甚至會不經意地流露出怒視的表情。因此Cosplay時她總是保持無表情的酷臉，以這種風格扮演「庫莉亞」這個角色而廣受好評。
隨著故事情節推進，她在漫畫中Cosplay以外的場合常會被繪製成二頭身等各式畫風，而被當成吉祥物一般的存在。她對戀愛問題相當遲鈍，完全沒發現理理沙、美花莉、亞里亞對奧村懷有好感，只把她們的互動當成好朋友之間的交往。
在主要角色中，她製作服裝和道具的能力很出眾，和理理沙一起主導製作衣服。學生會書記「虎次郎（龍造寺虎治郎）」很欣賞這點。雖然諾諾亞的年紀比他小，卻敬稱她為「棟梁」，並用敬語與她交談。
喜咲亞理亞（聲：渡部紗弓）
與奧村就讀不同學校的女生。初次登場時為高二學生，是一名Cosplay新手，也是漫畫角色亚莉艾露的Cosplayer。
對Cosplay、漫畫、動畫的知識不太了解。曾在理理沙和乃愛合作拍攝時偶遇她們，自此開始深交。不知不覺間，雖然是外校生，卻常常和乃愛在放學後一起到漫畫研究社社團教室裡逗留。
她父親是漫畫家日枯陽一。為了傳達對下落不明父親作品的喜愛，希望藉由Cosplay成名，進而找到父親。因此在首次參加Cosplay活動時，扮演父親漫畫作品中的「美莉亞」角色。
奧村一直支持著她追尋夢想和尋父的願望，她逐漸對奧村產生好感，開始有意無意地向奧村示好。
她來自於單親家庭。母親工作很忙，所以通常由她負責料理，因此廚藝很好。製作Cosplay服裝方面，技術比理理沙差一些，主要是擔任輔助和支援角色。不過後來她的縫紉水準有所提升。
安部麻里奈
與奧村就讀同一所高中，比他高一年級的女生，擔任學生會副會長。初次登場時為高三學生。是奧村的青梅竹馬，也是漫畫第一話中提及過「曾向她告白、但最後傳出奇怪謠言」的那個女生。
她陪同學生會長翠理，前往漫研社取文化祭企劃書，因而與主要角色們相遇。她也在此時，與數年未見的奧村重逢。
由於她平易近人、待人友善，不分彼此，在校內有「聖母」的美譽。和奧村之間互稱「小正」與「麻里姐」。
其實她本人也是一名不折不扣的阿宅，只是為了迎合母親的期望，隱藏愛好，認為自己一直戴著面具與人相處。但奧村告訴她，她對任何人都伸出友誼之手的這份善良，是真誠地出自內心，沒有欺騙任何人。受到這番勸說，她下定決心公開真實的自我，來面對母親和周遭人。高中畢業後，她以校友特別顧問的身分，繼續活躍於漫研社。
在現任漫研社員和學生會成員中，她的繪畫實力和設計感最為出眾。她喜歡替同性社員私下配對。尤其看到漫研社的女性成員親愛相處時，就會自動腦補各種百合景象。
華翼貴
在奧村和理理沙等人升上一個年級之時，跑來漫畫研究社，主動表明想入社的高一新生。由於隸屬學校新設立的特別升學班，因此她所穿的是與理理沙、美花莉等人不同的專用制服。她是一名混血貴族小姐，父親是成功創辦IT公司的富翁，母親則是協助父親將開發的應用程式拓展海外市場的外國人。
在父母「只要是自己喜歡的事都能去做」的教育方針下，她從小接觸過各種領域。不僅涉獵騎馬、射箭等體育運動，也涉獵動漫各種娛樂，但始終無法找到能夠真正喜歡上的事物。直到有一次無意在窗邊，看見奧村在漫研社看著電視、大聲呼喊對角色莉莉艾露的愛，她才覺得或許能在這裡找到自己真正喜歡的東西，於是決定加入漫研社。
她的舉止看似規矩有禮，實則講話直率到常常傷害他人而不自知。她認為找到喜歡的事物，能使人的生活更加豐富，且她習慣用非常理性的「生產力」，來評判一件事物的利弊得失。一旦情緒激動起來，她就會使用貴族小姐的口吻說話。
她學習任何技能都能很快達到高深的水準，雖然是高一新生、但已經是製作Cosplay服的主力之一，也是漫畫角色巴基艾露的Cosplayer。

### 與奧村同校的相關人士
羽生真由梨／真由羅（聲：M·A·O）
一位女性Cosplayer，是四天王的其中一員。在理理沙入學高中的那一年，以22歲之姿，成為新任家政科教師。身材豐滿，周圍人暱稱她為「魔乳」的體型。
主要Cosplay格鬥遊戲角色「拉絲塔洛忒」。除了Cosplay活動外，她也在同人展售會上，販賣服裝有點暴露、自製的CD-ROM寫真集。她在中學時代就已經在活動會場遇見過理理沙，而她實習任教的中學也正是理理沙母校，因此與理理沙有著一些過去的因緣。
她曾靠獎學金就讀大學。雖當時也是被稱為四天王之一，但為了償還學生貸款，她私下選擇放棄Cosplay，改走教師之路。擔心過去作為知名Coser，販售過CD-ROM寫真集的事實曝光，以致於無法繼續執教，因而她隱瞞了自己的過去，執意不願在公開場合提及。尤其是對於持有她CD-ROM的奧村，更是加以威脅，勒令對方絕口不提。
一開始她拒絕了奧村要她擔任漫研顧問的邀請。但後來發現奥村似乎已經看穿她就是前四天王真由羅，加上理理沙也在社團，以社員身份做著Cosplay活動。最終她還是勉為其難地接受，成為漫研顧問。之後她為了理理沙一度Cosplay復出，並給予各種指導建議，以此次活動提交報告、阻止廢社，保住了社團教室。
做為社團顧問老師，也擔任合宿的隨行監督、在社團教室裡與社員同樂打格鬥遊戲，扮演著指導學生各種問題的角色。
她對女生穿Cosplay服很容易心動，甚至會流鼻血，有著百合的一面。
瀧翠理（聲：真野步）
奧村等人就讀高中的學生會長，與奧村同年級，初次登場時為高二學生。
由於漫研社未達社團成立資格，她一方面以學生會長的身分將其降格為同好會，另一方面也在暗中支持、並告知重新升格為社團所需的條件。當漫研社得以保留社團地位時，她見證了奧村焚燬社團教室內的同人誌。雖然她無法理解漫畫、動漫和Cosplay的樂趣，但她體會到這些對奧村等人來說是非常重要的事物，於是她也虔誠地祝福他們。之後在文化祭上，奧村等人幫助她體驗Cosplay後，開始沉醉在Cosplay的樂趣中，並在漫研社社團教室裡再度Cosplay。
她為人嚴謹，但不是個不通情理的人。由於她對所有人都真誠以待的個性，獲得漫研社全體成員如同女神或聖人般的完全信任。她運動細胞也很好，在體育祭文化部之間的接力賽中，擔任學生會的最終棒次，一口氣將領先的奧村超車，為學生會奪得冠軍。
龍造寺虎治郎
奧村等人所在高中的學生會書記，男性，與奧村同年級。初次登場時為高二學生，也是奧村的同班同學。
他和奧村的交情可追溯至國中一年級時期。為人嚴謹，在學生會內，常擔任勸阻其他成員將翠理和麻里奈當作偶像崇拜的角色。奧村常用名字的諧音，暱稱他為「虎次郎」或「虎吉」。

### Coser與攝影師

#### Cosplay四天王
真由羅（聲：M·A·O）
目前已經引退的Cosplay四天王之一。
和／753♡（聲：山根綺）
一位專門承接企業委託案的女性Cosplayer，四天王之一。
她最初是出於對Cosplay的熱愛而加入這個行列，並打算透過承接企業案件，以Cosplay養活自己一輩子。但在網路上卻遭到諸如「為了賺錢而Cosplay，對角色沒有愛」之類的誹謗，因此對那些純粹出於對角色喜愛、而Cosplay的人，產生了敵意。直到橫須賀Cosplay活動後，與理理沙和解，並開始不時給予建議。
平常她會將頭髮左右分別染成不同顏色，藉此表達她正在等待真由羅的回歸。由於她的主要活動是接企業委託案，所以沒有主力Cosplay的固定角色。但她非常喜歡戀愛遊戲《Don't Strike☆Prince》中一個不太受歡迎的角色「凱」，不僅在商店大量收購相關商品，在手遊中也狂砸課金。甚至對長相有些神似「凱」的奧村，也產生了好奇心。
淡雪英里華
由雙人形式組合而成，四天王之一。其中前Cosplayer英里華負責服裝製作和攝影，並由現役Cosplayer小雪負責實際展示。
由於她們會花費一年時間製作服裝和塑身，因此基本上只會參加夏日同人展。她們追求的不是人氣或同人誌銷量，而是將Cosplay視為一種藝術。尤其是Cosplayer小雪，被稱為「這個世界上最接近二次元的女性」。
生地繪理華／英里華（聲：茅野愛衣）
15年前，因為有著與雜誌模特兒媲美的身材，以高品質的服裝和同人誌，曾被譽為「現代Cosplay之祖」的前Cosplayer。現在除了協助家族經營布料店「生地彩館」之外，也經營著與Cosplay和娛樂相關的公司，是位才華橫溢的女強人。
雖然她打算一直繼續當Cosplayer，但隨著日子一天天過去，維持理想體型變得越來越困難。因此她想到「如果讓其他人來Cosplay，不就能永遠Cosplay下去」這個想法。偶然造訪大學母校時，她遇見了後來成為她搭檔的小雪，兩人攜手合作取得了巨大成功。之後，她在家族的布料店裡碰巧遇到前來買布料的理理沙，透過真由羅的介紹與理理沙重逢。
她和理理沙一樣，都是吃很多的美食愛好者。年齡不詳，但真由羅稱她為「永遠的17歲」。
山野邊由紀／小雪
她是一位會嚴格維持鍛鍊身體的Cosplayer。在大學二年級時，與英里華相遇，並意氣相投。與她組成「淡雪英里華」這個Cosplay組合，成為四天王之一。雖然她會與英里華一同傾聽理理沙等人的煩惱，但同時也透露自己打算要退役，並詢問理理沙是否願意繼承她，成為英里華的新搭檔。
她原本就讀美術大學，專攻日本畫，但成績未竟理想。成為知名Cosplayer後，終於獲得了期盼已久的「他人評價」，但這種評價仍仰賴他人的價值觀，因此她勸告理理沙「不要變成我這樣」。另一方面，她也意識到像理理沙這樣的Cosplayer誕生，才是她們的夢想。最後，還是選擇繼續當Cosplayer。
星野／星月夜姫
她是一位充分利用社交媒體活動的女性Cosplayer，四天王之一。
由於她過度渴望被認可和受到關注，因此主要是Cosplay當紅作品的角色。個性強硬且言辭粗魯，所以朋友不多。但她與753這樣沒有真正朋友的孤單人士，反而相處融洽。雖然他們交談時所用的詞彙，仍然不太文雅。
她平常是一個辦公室女職員（OL），本名在漫畫中並未提及，其他人會稱呼她為「星野小姐」。有著及腰的長髮、滿臉雀斑、戴著圓形眼鏡，長相讓人印象深刻，但Cosplay之後就像完全變了一個人。她很容易喜歡上作品中死去的角色，因此私下常常會穿著黑色西裝服喪，以此來紀念該角色。在冬季同人展中，她Cosplay的是手機遊戲《魔力娘》中的艾麗澤‧馮‧瓦爾普吉斯。當然，該角色在作品中也已經死去了。

#### 5大新星
理理沙、NONOA參見#主要角色。
檸檬&萊姆（聲：富田美憂（檸檬）、小原好美（萊姆））
雙子姐姐檸檬和弟弟萊姆的雙人組合，是新星Cosplayer中的第2名和第3名。

#### 其他角色
牧野（聲：貫井柚佳）
女性Cosplayer。在奧村與理理沙首次發售CD-ROM寫真集活動時，位於隔壁攤位而認識。她常常以前輩身份，為他們兩人提供Cosplay相關的建議。與她搭檔合作的攝影師是荻野。
荻野（聲：杉田智和）
與牧野搭檔合作發行CD-ROM寫真集的男性攝影師。常常指導奧村拍攝Cosplay的攝影技巧。
繪理（聲：長谷川育美）
女性角色扮演者，是真由梨的角色扮演夥伴及高中同班同學。雖然一開始在班上沒有什麼交集，但她對真由梨的外貌總是有些在意。某天放學後，在書店裡兩人同時伸手拿了一本角色扮演雜誌，從那一刻起，她們有了交集。透過角色扮演，她們彼此產生共鳴，甚至在格鬥遊戲中也成為了好夥伴。她把真由梨認為是真正朋友般的存在，並對真由梨產生了戀愛感情。如今繪理已經大學畢業，成為了一名在一般企業工作的公司職員。但即使進入社會後，她仍時常會留宿在真由梨的家中。有時還會幫忙帶隊與真由梨一起參加漫畫研究社的集訓活動。她主要扮演的是精靈角色艾露芬（エルフェン）。
盛親／小親（聲：興津和幸）
真由羅以前的角色扮演夥伴，現為攝影棚經營者，姓氏不詳。
小雨（聲：久保百合花）
在夏季同人展的第4天，奧村和理理沙遇見的一位來自海外的莉莉艾露角色扮演者。

### 漫畫家
高松
《阿修福德戰紀》的作者，劇中未登場。
喜咲陽／日枯陽一（聲：諏訪部順一）
亞理亞的父親，《瓦爾基裡戰線》、《莉莉艾露外傳》的作者。

### 虚拟角色
阿修福德（聲：阿部敦）
《阿修福德戰紀》的男主角，莉莉艾露喜欢的对象。
主要cosplayer为奥村。

#### 天使空挺队
《莉莉艾露外传》漫画中由莉莉艾露和她的伙伴们组成，在主角一行cosplayer中由理理沙和她的伙伴们组成。
莉莉艾露（聲：堀江由衣）
《阿修福德戰紀》和《莉莉艾露外传》登场。从本篇出场至今已有数年时间，因而在有cosplayer选择莉莉艾露为角色时偶尔会被围观者吐槽“竟然还有人cos这种古早角色”，但其人气仍然很高。
主要cosplayer为理理沙，但美花莉、王小雨等也曾有扮演。
米莉艾拉（聲：高桥美佳子）
其cosplayer为美花莉。
诺基艾露（聲：阿澄佳奈）
其cosplayer为乃爱。
亚莉艾露（聲：伊藤静）
其cosplayer为亚里亚。
巴基艾露
其cosplayer为华翼贵。

## 出版書籍
| 卷數 | 集英社        | 集英社                 | 青文出版社     | 青文出版社            |
| 卷數 | 發售日期      | ISBN                   | 發售日期       | ISBN                  |
| ---- | ------------- | ---------------------- | -------------- | --------------------- |
| 1    | 2019年10月4日 | ISBN 978-4-08-882129-0 | 2021年1月21日  | ISBN 978-986-512712-1 |
| 2    | 2020年1月4日  | ISBN 978-4-08-882182-5 | 2021年8月30日  | ISBN 978-626-303517-1 |
| 3    | 2020年2月4日  | ISBN 978-4-08-882207-5 | 2021年12月15日 | ISBN 978-626-303849-3 |
| 4    | 2020年5月13日 | ISBN 978-4-08-882337-9 | 2022年3月17日  | ISBN 978-626-322207-6 |
| 5    | 2020年7月3日  | ISBN 978-4-08-882355-3 | 2022年6月13日  | ISBN 978-626-322658-6 |
| 6    | 2020年9月4日  | ISBN 978-4-08-882464-2 | 2022年9月5日   | ISBN 978-626-322881-8 |
| 7    | 2020年12月4日 | ISBN 978-4-08-882565-6 | 2022年12月25日 | ISBN 978-626-340207-2 |
| 8    | 2021年2月4日  | ISBN 978-4-08-882635-6 | 2023年1月5日   | ISBN 978-626-340439-7 |
| 9    | 2021年4月2日  | ISBN 978-4-08-882664-6 | 2023年5月11日  | ISBN 978-626-340831-9 |
| 10   | 2021年7月2日  | ISBN 978-4-08-882754-4 | 2023年7月6日   | ISBN 978-626-362003-2 |
| 11   | 2021年10月4日 | ISBN 978-4-08-882838-1 | 2023年9月11日  | ISBN 978-626-362344-6 |
| 12   | 2021年12月3日 | ISBN 978-4-08-882899-2 | 2024年1月18日  | ISBN 978-626-362899-1 |
| 13   | 2022年3月4日  | ISBN 978-4-08-883070-4 | 2024年4月11日  | ISBN 978-626-383377-7 |
| 14   | 2022年7月4日  | ISBN 978-4-08-883166-4 | 2024年7月25日  | ISBN 978-626-399245-0 |
| 15   | 2022年10月4日 | ISBN 978-4-08-883286-9 | 2024年12月4日  | ISBN 978-626-399817-9 |
| 16   | 2023年1月4日  | ISBN 978-4-08-883392-7 | 2025年4月2日   | ISBN 978-626-422367-6 |
| 17   | 2023年5月2日  | ISBN 978-4-08-883520-4 | 2025年7月2日   | ISBN 978-626-422763-6 |
| 18   | 2023年9月4日  | ISBN 978-4-08-883683-6 | 2025年8月      | ISBN 978-626-436056-2 |
| 19   | 2024年1月4日  | ISBN 978-4-08-883866-3 |                |                       |
| 20   | 2024年7月4日  | ISBN 978-4-08-884071-0 |                |                       |
| 21   | 2024年10月4日 | ISBN 978-4-08-884222-6 |                |                       |
| 22   | 2025年1月4日  | ISBN 978-4-08-884381-0 |                |                       |
| 23   | 2025年5月2日  | ISBN 978-4-08-884547-0 |                |                       |

## 電視動畫
2022年12月3日，在Twitter上宣佈將於7天後的12月10日有重大消息公佈。當日宣佈將獲改編為電視動畫，於2024年7月至12月播放。第1季播完後宣布製作第2季。

### 製作人員
- 原作：橋本悠
- 導演：岡本英樹
- 劇本統籌、劇本：吉岡孝夫
- 人物設定：下谷智之
- 副設定：山崎正和、LIRAN
- 美術監督：備前光一郎
- 色彩設計：須藤萌
- 攝影監督：酒本悠資
- 編輯：山岸步奈實
- 音響監督：明田川仁
- 音響製作：Magic Capsule
- 音樂：堤博明（日语：堤博明）
- 音樂製作：波麗佳音
- 音樂製作人：高畑裕一郎
- 製作人：原直輝、竹內正彥、吉崎邦法、外川明宏、藤代敦士、上原由理繪
- 動畫製作：J.C.STAFF[60]
- 製作：理理沙製作委員會

### 主題曲
片頭曲
（第1季第1部分）
演唱：めいちゃん，作詞：、田中秀典，作曲：、PRIMAGIC，編曲：PRIMAGIC
（第1季第2部分）
演唱、作詞：SORARU，作曲、編曲：白神真志朗
片尾曲
Watch Me（第1季第1部分）
演唱：天乃理理沙（前田佳織里）、橘美花莉（鬼頭明里），作詞、作曲、編曲：Len
Release Sigh（第1季第2部分）
演唱：天乃理理沙（前田佳織里）、橘美花莉（鬼頭明里）、諾諾亞（鈴代紗弓）、喜咲亞理亞（渡部紗弓），作詞、作曲、編曲：鈴木裕明（SUPA LOVE）

### 各話列表
| EPISODE 01 | 來自異次元的新生     | 岡本英樹 | 海寶興藏           | 都築裕佳子、山本雅章、小野和美、高澤美佳                                                                      | 山崎正和           | 2024年 7月5日 |
| EPISODE 02 | 共同出角的預感       | 岡本英樹 | 則座誠             | 山本雅章、都築裕佳子、清水博幸、Studio Giga                                                                   | 山崎正和           | 7月12日       |
| EPISODE 03 | 莉莉×美莉            | 殿勝秀樹 | 森田侑希           | 中彌幸一、水澤智可、松下純子、K Production                                                                    | 小野和美           | 7月19日       |
| EPISODE 04 | 初次參加活動！       | 鈴木行   | 鈴木洋平、則座誠   | 山本雅章、中山由美、金正男、小川浩司、清水博幸                                                                | 山崎正和           | 7月26日       |
| EPISODE 05 | 第一次活動結束!!     | 高田耕一 | 金子篤二           | TripleA、無錫市櫻花卡通有限公司、拾月動畫、但伊楊、大暴龍、LIRAN                                              | 小野和美           | 8月2日        |
| EPISODE 06 | 學長的祕密特訓!?     | 永居慎平 | 海寶興藏           | 橋詰力、田中愛美、高橋                                                                                        | 小野和美           | 8月9日        |
| EPISODE 07 | 顧問老師是必要的     | 宮崎修治 | 宮崎修治           | 高橋、山本雅章、金正男、小川浩司                                                                              | 小野和美           | 8月16日       |
| EPISODE 08 | 愛著角色扮演嗎？     | 鈴木行   | 海寶興藏、藤原和和 | 都築裕佳子、山本雅章、中山由美、橋詰力、田中愛美                                                              | 山崎正和           | 8月23日       |
| EPISODE 09 | 妳不是莉莉艾露       | 永居慎平 | 森田侑希           | 中彌幸一、水澤智可、K Production                                                                              | 小野和美           | 8月30日       |
| EPISODE 10 | 真由羅大人VS753!!    | 殿勝秀樹 | 海寶興藏           | TripleA、拾月動畫、Lee se jong                                                                                | 山崎正和           | 9月6日        |
| EPISODE 11 | 魔法的鎧甲           | 永居慎平 | 海寶興藏           | 山本雅章、谷川政輝、小川浩司、高橋、津畑春香、大山夏輝                                                        | 小野和美           | 9月13日       |
| EPISODE 12 | 五大新星             | 永居慎平 | 則座誠             | 山本雅章、Studio Giga                                                                                         | 小野和美           | 9月20日       |
| EPISODE 13 | 交得到朋友嗎         | 宮崎修治 | 宮崎修治           | 中山由美、都築裕佳子、金正男、橋詰力、清水博幸                                                                | 山崎正和           | 9月27日       |
| EPISODE 14 | 和妳一起             | 高田耕一 | 黑瀨大輔           | 山本雅章、谷川政輝、金正男、小川浩司、Studio Giga                                                             | 小野和美           | 10月4日       |
| EPISODE 15 | 成為明天的我         | 高田耕一 | 森田侑希           | 中彌幸一、水澤智可、松下純子                                                                                  | 山崎正和           | 10月11日      |
| EPISODE 16 | 我的做法             | 永居慎平 | 海寶興藏           | 都築裕佳子、清水博幸、山本雅章                                                                                | 山崎正和           | 10月18日      |
| EPISODE 17 | 想成為夥伴           | 鈴木行   | 國崎友也           | Kien Myra、大暴龍、但伊楊、碧、劉相信、LIRAN、TripleA、圖靈動漫製作有限公司、無錫市櫻花卡通有限公司、拾月動畫 | 小野和美           | 10月25日      |
| EPISODE 18 | 命運                 | 小野學   | 泉                 | 橋詰力、山本雅章、谷川政輝                                                                                    | 山崎正和           | 11月1日       |
| EPISODE 19 | 參加夏comi！         | 岡本英樹 | 藤原和和           | 金正男、小川浩司、本谷愛、中山由美                                                                            | 小野和美           | 11月8日       |
| EPISODE 20 | 和朋友一起創造的世界 | 高田耕一 | 黑瀨大輔           | 都築裕佳子、山本雅章、谷川政輝、Studio Giga                                                                   | 山崎正和、小野和美 | 11月15日      |
| EPISODE 21 | 主角的故事           | 永居慎平 | 則座誠             | 高橋、橋詰力、本谷愛                                                                                          | 小野和美           | 11月22日      |
| EPISODE 22 | 這個美好的世界       | 殿勝秀樹 | 森田侑希           | 瑞木晶、孫仁義、松下純子                                                                                      | 小野和美           | 11月29日      |
| EPISODE 23 | 漫研 on the beach    | 高田耕一 | 白石道太           | TripleA、圖靈動漫制作有限公司、拾月動画、无锡市樱花卡通有限公司、大暴龙、碧、但伊楊、劉相信                   | 小野和美、山崎正和 | 12月6日       |
| EPISODE 24 | 2.5次元的理理沙      | 岡本英樹 | 海寶興藏           | 高橋、山本雅章、本谷愛、山下真子、金正男                                                                      | 山崎正和、下谷智之 | 12月13日      |

### 播映平台
| 播映日期              | 播映時間（UTC+9）  | 播映電視台  | 播映地區   | 備註             |
| --------------------- | ------------------ | ----------- | ---------- | ---------------- |
| 2024年7月5日—12月13日 | 星期五 22:30—23:00 | TOKYO MX    | 東京都     |                  |
|                       | 星期五 23:00—23:30 | BS11        | 日本全域   | BS放送           |
| 2024年7月6日—12月14日 | 星期六 0:00—0:30   | tvk         | 神奈川縣   |                  |
|                       | 星期六 0:30—1:00   | 埼玉電視台  | 埼玉縣     |                  |
|                       | 星期六 1:00—1:30   | 千葉電視台  | 千葉縣     |                  |
|                       | 星期六 1:48—2:18   | TVQ九州放送 | 福岡縣     |                  |
|                       | 星期六 2:05—2:35   | 愛知電視台  | 愛知縣     |                  |
|                       | 星期六 2:53—3:23   | 毎日放送    | 近畿廣域圏 |                  |
| 2024年7月7日—12月15日 | 星期日 21:30—22:00 | AT-X        | 日本全域   | CS放送／字幕放送 |
| 2024年8月3日—         | 星期六 22:00—22:30 | Animax      | 日本全域   | 衛星放送         |

### BD / DVD
| 卷數  | 發售日期       | 收錄話數      | 規格編號   | 規格編號   |
| 卷數  | 發售日期       | 收錄話數      | BD         | DVD        |
| 第1季 | 第1季          | 第1季         | 第1季      | 第1季      |
| ----- | -------------- | ------------- | ---------- | ---------- |
| 1     | 2024年9月25日  | 第1話—第3話   | PCXP-51141 | PCBP-54881 |
| 2     | 2024年10月23日 | 第4話—第6話   | PCXP-51142 | PCBP-54882 |
| 3     | 2024年11月20日 | 第7話—第9話   | PCXP-51143 | PCBP-54883 |
| 4     | 2024年12月25日 | 第10話—第12話 | PCXP-51144 | PCBP-54884 |
| 5     | 2025年2月26日  | 第13話—第15話 | PCXP-51145 | PCBP-54885 |
| 6     | 2025年3月26日  | 第16話—第18話 | PCXP-51146 | PCBP-54886 |
| 7     | 2025年4月23日  | 第19話—第21話 | PCXP-51147 | PCBP-54887 |
| 8     | 2025年5月28日  | 第22話—第24話 | PCXP-51148 | PCBP-54888 |

## 電子遊戲
2.5次元的誘惑 天使們的舞台
由Aiming和Team Caravan開發的線上角色扮演遊戲，名稱為《2.5次元的誘惑 天使們的舞台》（2.5次元の誘惑 天使たちのステージ），於Jump Festa 2024上公布，於2024年9月3日由DMM Games在iOS、Android和PC上推出，中文版由大宇資訊代理。

## 外部連結
- 官方网站（日語）
- 漫畫連載網站 - 少年Jump+（日語）
- 電視動畫官方網站（日語）
- 2.5次元的誘惑的X（前Twitter）（日語）